# Harry H. Dale
Harry Howard Dale (ur. 3 grudnia 1868 w Nowym Jorku, zm. 17 listopada 1935 w Bellmore w Nowym Jorku) – amerykański polityk, członek Partii Demokratycznej.

## Działalność polityczna
Od 1899 do 1904 zasiadał w New York State Assembly. W okresie od 4 marca 1913 do rezygnacji 6 stycznia 1919 przez trzy kadencje był przedstawicielem 4. okręgu wyborczego w stanie Nowy Jork w Izbie Reprezentantów Stanów Zjednoczonych.